# Samuel Clarke
Pour les articles homonymes, voir Clarke.
Samuel Clarke, né le 11 octobre 1675 à Norwich et mort le 17 mai 1729 à Londres, est un théologien britannique.

## Biographie
Il fut douze ans chapelain de l'évêque de Norwich ; devint en 1706 chapelain de la reine Anne, et en 1709 recteur de l'église St James de Piccadilly. Il fut lié avec les savants de son temps, particulièrement avec Isaac Newton.
Clarke est surtout connu par son Traité de l'existence de Dieu et de la religion naturelle et révélée (1704-1706), traduit par Petrus Ricotier (Amsterdam, 1721, etc.) ; cet ouvrage se compose de sermons prononcés à Saint-Paul pour la fondation de Robert Boyle ; l'auteur y combat avec force Spinoza et Thomas Hobbes : il veut n'employer que des arguments métaphysiques sur l'existence de Dieu et des démonstrations a priori.
Il publia en 1712 un traité de la Trinité, qui le fit passer pour antitrinitaire et lui attira quelques difficultés. En 1716, il eut avec Henry Dodwell, Anthony Collins, et Gottfried Wilhelm Leibniz des disputes célèbres sur divers points de métaphysique et de religion. Samuel Clarke est devenu membre de la Royal Society le 2 mai 1728.
On a publié en 1717 sa correspondance avec Leibniz sur le temps, l'espace, la nécessité et la liberté.
Clarke cultiva aussi les sciences et la philologie. On lui doit des traductions latines de la Physique de Jacques Rohault (1697), de l'Optique de Newton (Londres, 1706, rééd. Padoue, 1749), et des éditions avec commentaires de Jules César (1702), et d'Homère (1729).
Ses œuvres ont été réunies en 4 volumes in-folio par John Clarke, doyen de Sarum, avec une préface de Benjamin Hoadly, et publiées par J. and P. Knapton, Londres, 1738.
Dans la Profession de foi du vicaire savoyard, Jean-Jacques Rousseau rend cet hommage à Clarke :
« Imaginez tous vos philosophes anciens et modernes ayant d'abord épuisé leurs bizarres systèmes de force, de chances, de fatalité, de nécessité, d'atomes, de monde animé, de matière vivante, de matérialisme de toute espèce, et après eux tous, l'illustre Clarke éclairant le monde, annonçant enfin l'Être des êtres et le dispensateur des choses : avec quelle universelle admiration, avec quel applaudissement unanime n'eût point été reçu ce nouveau système, si grand, si consolant, si sublime, si propre à élever l'âme, à donner une base à la vertu, et en même temps si frappant, si lumineux, si simple, et, ce me semble, offrant moins de choses incompréhensibles à l'esprit humain qu'il n'en trouve d'absurdes en tout autre système ! » (Émile, livre IV, Profession de foi du vicaire savoyard, § 17, GF Flammarion, p. 349 ; Gallimard, Pléiade, p. 570).

## Source
Cet article comprend des extraits du Dictionnaire Bouillet. Il est possible de supprimer cette indication, si le texte reflète le savoir actuel sur ce thème, si les sources sont citées, s'il satisfait aux exigences linguistiques actuelles et s'il ne contient pas de propos qui vont à l'encontre des règles de neutralité de Wikipédia.